# Jeffrey de Visscher
Jeffrey de Visscher est un footballeur néerlandais né le 5 mai 1981 à Almelo. Il est milieu de terrain.

## Palmarès
Heracles Almelo
- Eerste divisie (D2)
  - Champion (1) : 2005

 De Graafschap
- Eerste divisie (D2)
  - Champion (1) : 2007